# رفقة (قصة قصيرة)
رفقة (بالألمانية: Gemeinschaft) قصة قصيرة ألمانية من تأليف الكاتب التشيكي فرانز كافكا. كتبها في شهر سبتمبر من العام 1920، عنوان القصة الحالي وضعه ماكس برود الذي نشر القصة للمرة الأولى في عام 1936.
القصة تتحدث عن مجموعة من خمسة أفراد، ويظهر أنهم يحبون كونهم مجموعة، ولكن فقط من خمسة أفراد، فيحدث أن شخص آخر يود الإنضمام إليهم ولكنه يتعرض للرفض. يستمر ذلك الشخص في محاولاته للدخول إلى المجموعة ويثابر في سبيل ذلك، ومع مرور الوقت يظهر بعض أفراد المجموعة احترامهم لرغبته المثابرة للإنضمام إلى المجموعة ولكنهم مع ذلك يرفضون طلبه. الإستمرار في رفض ذلك الشخص يثبت إلى حد ما من رغبته في العزلة.